# Sanjō (empereur)
Pour les articles homonymes, voir Sanjo.
Sanjō (三条天皇, Sanjō Tennō, 5 février 976 – 5 juin 1017) est le soixante-septième empereur du Japon, selon l'ordre traditionnel de la succession, et a régné de 1011 à 1016.

## Généalogie
Avant son avènement au Trône du chrysanthème, son nom personnel (son iminia) était Iyasada-shinnō. Il était aussi connu comme Atsuyoshi-shinnō. Il était aussi connu comme Sukesada-shinnō ou Okisada-shinnō (居貞親王).
Son nom posthume était à l'origine Sanjō-in (三条院), d'après le nom du palais où il a vécu après son abdication. Après l'ère Meiji, le caractère in (empereur retiré) est remplacé par tennō (empereur céleste).
Sanjō était le deuxième fils de l'empereur Reizei. Sa mère était l'impératrice Chōshi (超子), fille du sesshō Fujiwara no Kaneie. Il était le demi-frère de l'empereur Kazan. Il eut plusieurs enfants, mais aucun de ses fils ne devint empereur. Toutefois, l'empereur Go-Sanjō était le fils de la princesse impériale Teishi (禎子内親王) et donc son petit-fils. Parmi ses fils, on peut citer le prince impérial Atsuakira (敦明親王, 994-1051), qui a été son prince héritier puis celui de l'empereur Go-Ichijō, avant d'abandonner ce titre pour celui de Koichijō no In, qui lui donne les mêmes pouvoirs qu'à un empereur retiré.

### Impératrices et consorts
- Fujiwara no Suishi, née en 974 ; fille de Fujiwara no Kaneie et de Fujiwara Na (dite Tai no Onkata) ; entrée au palais en 989 ; titrée consort du Reikeiden en 990 ; séparée en 1001 (liaison avec Minamoto no Yorisada, fils du prince Tamehira, ° 977 + 1020) ; + 1004

- Fujiwara no Seishi, née en 972 ; fille de Fujiwara no Naritoki et de Minamoto Na ; entrée au palais en 991 ; titrée consort du Sen'yoden ; titrée épouse impériale (nyogo) en 1011 ; impératrice (kōgō) en 1012 ; morte en 1025; dont  il eut 6 enfants :
  - premier fils: Prince Atsuakira (994-1051)
  - second fils: Prince Atsunori, né en 997 ; ministre du cérémonial ; mort en 1054 ; marié à une fille de Fujiwara no Takaie et de Minamoto Na
  - troisième fils: Prince Atsuhira, né en 999/1000 ; ministre du Cérémonial ; ministre de la Guerre ; mort en 1050 ; marié en 1025 à une fille de Fujiwara no Kanetaka.
  - première fille: Princesse Toshi, née en 1001/1002 ; vestale d'Ise, 1012-1016 ; nonne ; morte en 1023
  - seconde fille: Princesse Shishi, née en 1003/1006 ; mariée en 1025 à Fujiwara no Norimichi.
  - quatrième fils: Prince Moroakira, né en 1004/1005 ; moine ; mort en 1085.

- Fujiwara no Genshi, née en 981/982 ; fille de Fujiwara no Michitaka et de Takashina no Kishi ; entrée au palais en 996 ; titrée consort du Shigeisha ; morte en 1002

- Fujiwara no Kenshi (Kazuko), née en 994 ; fille de Fujiwara no Michinaga et de Minamoto no Rinshi ; entrée au palais en 1010 ; épouse impériale (nyogo) en 1011 ; titrée impératrice (chūgū) en 1012 ; titrée impératrice douairière (kōtaigō) en 1018 ; morte en 1027; dont il eut une fille :
  - troisième fille : Princesse Teishi (Yoshiko), née en 1013 ; ; mariée en 1027 à l'empereur Go-Suzaku ; titrée impératrice (chūgū) en 1037 et kōgō un mois plus tard; titrée impératrice douairière (kōtaigō) en 1052 ; titrée grande impératrice douairière (tai-kōtaigō) en 1068 ; en religion sous le nom de Yōmeimon'In en 1069 ; morte en 1094.

## Événements de son règne
Après la mort de sa mère quand il est âgé de sept ans, et son père l'empereur retiré Reizei étant devenu malade mentalement, le futur Sanjō est élevé par son grand-père Fujiwara no Kaneie hors de la cour, dans la résidence de Kaneie. Quand l'empereur Ichijō, un autre petit-fils de Kaneie, monte sur le trône en 986, Okisada, adolescent, reçoit le titre de prince héritier. Cela suit la convention selon laquelle deux lignées impériales prennent tour à tour le trône, même si Ichijō est en fait plus jeune que son cousin et héritier, ce qui vaut à ce dernier le surnom de « Sakasa no moke no kimi » (l'héritier impérial à l'envers).
Kaneie meurt au début du règne d'Ichijō (en 990) et Okisada perd alors son principal soutien politique. Ses trois oncles, les fils de Kaneie, font de leurs filles des impératrices consorts d'Ichijō, afin de prendre le pouvoir en tant que grands-pères du futur empereur. Ils tentent alors de faire exclure Okisada de la succession impériale, bien que chacun d'entre eux ait marié une de ses filles avec lui. Plus tard, Ichijō a des enfants avec Fujiwara no Kishi, la fille de Fujiwara no Michinaga, et celui-ci espère donc voir son petit-fils monter sur le trône aussitôt que possible. Michinaga devient occupe alors les fonctions de régent kampaku (sans cependant avoir jamais été nommé à ce poste) durant le règne d'Ichijō et s'attend à conserver cette position durant celui de Sanjō, qui monte sur le trône à la mort de son cousin en 1011.
- Ère Kankō 8, le 13e de la 6e mois (1011):  En la vingt-cinquième année du règne de Ichijō-tennō (一条天皇20年), l'empereur abdique; et la succession (la senso) a été reçue par Iyasada-shinnō, qui était le deuxième fils de l'ancien empereur Reizei[5].
- Ère Kankō 8, le 6e mois (1011): Bientôt ensuite, on dit que l'empereur Sanjō, âgé 36 ans, a accédé au trône (le sokui)[6].
- Kankō 8, le 10e mois (1011): L'ancien empereur Reizei daijō-tennō mourut âgé de 62 ans[7].

- Chōwa gannen ou Chōwa 1, le 8e mois (1012): Sanjō épousa Fujiwara no Kenshi, fille de Michinaga[7].
- Chōwa 2, le 3e mois (1013): L'empereur envoya une offrande en grains aux dieux des vingt-et-un yashiro ou principaux temples de l'empire[7].
- Chōwa 2, le 9e mois (1013): L'empereur se rendit au palais de Michinage[7].
- Chōwa 3, le 9e du 2e mois (1014): Le palais impérial fut détruit par un incendie[7].
- Chōwa 4, le 9e mois (1015): Le nouveau palais fut achevé[7].

Cependant, le nouvel empereur, homme mature ayant la trentaine, désire très fortement gouverner sans subir pareille influence. Les relations entre Sanjō et Michinaga, déjà mauvaises, se dégradent encore lorsque l'épouse de Sanjō qui est une fille de Michinaga meurt sans enfant. La plupart des membres de la cour, craignant Michinaga, évitent la cour impériale, et Sanjō devient alors isolé dans sa propre cour.
- Chōwa 5, le 1er mois (1016): Sanjō devient aveugle ; il abdiqua en faveur du Taisi Anstonari et prit le titre de Taizo-tennō, après avoir régné cinq ans[7].

Sanjō devient aveugle, et finit par abdiquer en 1016 sous la pression de Michinaga, remplacé sur le trône par son cousin Go-Ichijō. Son fils aîné, le prince Atsuakira, devient alors prince héritier mais abandonne lui aussi cette position sous la pression de Michinaga en 1018. Michinaga lui offre à Atsuakira un statut égal à celui de l'empereur retiré, avec le nom de Koichijō no In.

### Kugyō
Le Kugyō (公卿) est un nom collectif pour les hommes les plus respectés du kuge, les fonctionnaires les plus  puissants à la cour impériale, les ministres les plus importants en le daijō-kan.
Lors du règne de Sanjō, il y eut des ministres comme:
- Sadaijin, Fujiwara no Michinaga, 966-1027[8].

## Ères de son règne
Les années du règne de Ichijō sont plus spécifiquement identifiées par plus d'une ère japonaise ou nengō.
- Kankō  (1004-1012)
- Chōwa  (1012-1017)